# Withania japonica
Withania japonica är en potatisväxtart som först beskrevs av Adrien René Franchet och Sav., och fick sitt nu gällande namn av A.T. Hunziker. Withania japonica ingår i släktet Withania och familjen potatisväxter. Inga underarter finns listade i Catalogue of Life.